# Prohairesis
Prohairesis, är ett centralt begrepp i Aristoteles etiska filosofi och kan allmänt översättas som “val” eller “moraliskt syfte”.

## Historia
Begreppet förekommer bland annat i Aristoteles verk Den nikomachiska etiken. Beskrivningen i boken lyder på följande sätt: Proairesis betecknar beslutet och föresatsen att utföra en given handling. Man finner det i hans definition av moralisk dygd som en “hexis prohairetike” som beskrivs som ett tillstånd som anses vara “prohairetisk”. Med detta menas att det är grundat i medvetna val och moraliskt syfte. Prohaireis beskrivs som kännetecknet för den moraliska dygdiga människan. 

### Etymologi
Ordet "Prohairesis" etymologi kommer från det antika Greklands προαίρεσις (proaíresis, “volition, moral choice, intention”).

### Prohairesis i retoriken
Aristoteles behandlar även prohairesis inom retoriken, där han även kopplar begreppet till karaktär och trovärdighet i en av hans böcker Retoriken. Enligt Aristoteles får ett tal en särskild typ av prägel när talarens ståndpunkter prohaireis framträder på ett tydligt sätt. Han skriver: 
“Det är en nytta av att använda sentenser i talet [är att åhörarna gläder sig när talaren talar allmängiltigt råkar träffa någon uppfattning som de hyser individuellt]: en annan och bättre [nytta] är att [sentenserna] ger talen en viss typ av karaktär. De tal har karaktär i vilka talarens ståndpunkter prohairesis är tydlig. Alla sentenser åstadkommer detta på grund av att de framvisar att den som uttalar en sentens uttalar sig allmänt om sin ståndpunkt, så att om sentenserna är goda, får de även talaren att framstå som varande av god karaktär”.

### Prohairesis inom Aristoteles morallära
Prohairesis spelar en central roll inom Aristoteles moralpsykologi. Det är genom prohairesis en handling blir rationell och får sin omedelbara drivkraft. Enligt Aristoteles avslöjar prohairesis en persons karaktär tydligare och djupare än vad handlingen som de utför gör. Både innebörden och strukturen av prohairesis är omdiskuterad bland flera forskare. Kopplingar till begreppet dras till både deliberativa och desiderativa aspekter.